# FC Midtjylland (kvinder)
FC Midtjylland Kvinder er en dansk professionel fodboldklub fra Vildbjerg og Herning i Midtjylland. Klubben blev etableret som en overbygning mellem FC Midtjylland og Vildbjerg SF.
Holdet er pr. 2024 spillende i 1. division, efter de overtog Vildbjerg SF's licens, der ligeledes har været repræsenteret i rækken i flere sæsoner. Klubbens målsætning er at sikre et organisatorisk og professionelt miljø omkring kvindeelitefodbold, hvorfor klubben også har etableret en pige-talentsektor foruden at oprykke til landets bedste kvindelige række, Elitedivisionen.

## Aktuel trup
Oversigten er opdateret til og med 20. august 2024.
| Nr. | Land    | Position | Spiller                  |
| --- | ------- | -------- | ------------------------ |
| 1   | Danmark | MM       | Katrine Thisgaard        |
| 2   | Danmark | FO       | Anne Hougaard            |
| 3   | Danmark | AN       | Vilja Dahl               |
| 4   | Danmark | FO       | Clara Jepsen             |
| 5   | Danmark | FO       | Ida Aaquist Olsen        |
| 6   | Danmark | FO       | Freya Rossen             |
| 7   | Danmark | MI       | Emma Nielsen             |
| 8   | Danmark | MI       | Sofie Noesgaard          |
| 9   | Danmark | AN       | Mathilde Kajhøj          |
| 10  | Danmark | MI       | Therese Westermark       |
| 12  | Danmark | AN       | Rikke Dybdahl            |
| 13  | Danmark | MI       | Frida Binderup           |
| 14  | Danmark | FO       | Kathrine Berggreen Olsen |

| Nr. | Land      | Position | Spiller                 |
| --- | --------- | -------- | ----------------------- |
| 15  | Danmark   | MI       | Line Aarhus Nielsen     |
| 16  | Danmark   | MM       | Sofie Hoffmann          |
| 17  | Danmark   | AN       | Karoline Kamp           |
| 18  | Danmark   | FO       | Malene Nielsen          |
| 19  | Danmark   | AN       | Molli Plasmann          |
| 20  | Danmark   | AN       | Fie Nordmark Arendt     |
| 21  | Danmark   | FO       | Ida Bjørg Thomsen       |
| 22  | Danmark   | FO       | Julie Breiner           |
| 23  | Danmark   | FO       | Frida Nautrup           |
| 24  | Danmark   | MI       | Hannah Fruensgaard      |
| 25  | Danmark   | MI       | Ida-Sofie Rathe         |
|     | Slovakiet | MM       | Marína Anna Štefániková |

### Trænerteam
Trænerteam for sæsonen 2024-25.
| Rolle           | Navn                       |
| --------------- | -------------------------- |
| Cheftræner      | Steen Gravgaard Ladefoged  |
| Assistenttræner | Jonny Bjørnsholm           |
| Assistenttræner | Simon Jermin Hede          |
| Målvogtertræner | Nicolaj Konnerup           |
| Angrebstræner   | Kim Pedersen               |
| Mentaltræner    | Marie Obel                 |
| Holdleder       | Marianne Bendix            |
| Fysisk træner   | Christoffer Juhl Jørgensen |
| Fysisk træner   | Thomse Søbye               |
| Fysioterapeut   | Marianne Rossen            |